# 袋拟扁蛛
袋拟扁蛛（学名：Selenops bursarius），又名囊擬扁蛛，为拟扁蛛科拟扁蛛属的动物。分布于日本、朝鲜、台湾岛以及中国大陆的江苏、浙江、四川、河南等地，一般生活于山地树干以及稻田和房屋墙壁偶见。该物种的模式产地在日本。